# نیکولا پلچاش
نیکولا پلچاش (انگلیسی: Nikola Plećaš؛ زادهٔ ۱۰ ژانویهٔ ۱۹۴۸) بازیکن بسکتبال اهل یوگسلاوی بود.
از باشگاه‌هایی که در آن بازی کرده‌است می‌توان به باشگاه فوتبال لوکوموتیو زاگرب و باشگاه والیبال ملادوست زاگرب اشاره کرد.
وی در مسابقات کشوری و بین‌المللی در مجموع برندهٔ ۴ مدال طلا، ۴ مدال نقره شده‌است.